# Hulubanteng Lor
Hulubanteng Lor is een bestuurslaag in het regentschap Cirebon van de provincie West-Java, Indonesië. Hulubanteng Lor telt 3390 inwoners (volkstelling 2010).